# Nesticus longiscapus
Nesticus longiscapus är en spindelart som beskrevs av Takeo Yaginuma 1976. Nesticus longiscapus ingår i släktet Nesticus och familjen grottspindlar.

## Underarter
Arten delas in i följande underarter:
- N. l. awa
- N. l. draco
- N. l. kiuchii